# Estadi Fazisi
L'Estadi Fazisi és un estadi multiusos de Poti, Geòrgia. S'utilitza principalment per a partits de futbol i el Kolkheti 1913 és l'equip que juga com a local a l'Erovnuli Liga. Té capacitat per a 6.000 especadors.

## Història
L'estadi Fazisi original es va construir el 1961 amb una capacitat d'uns 6.000 espectadors.
El 2013 es van anunciar dues licitacions per a la reconstrucció, però les empreses contractistes no van complir amb les seves obligacions i van tenir problemes judicials amb l'Ajuntament de Poti. Mentrestant, el club va haver de traslladar-se a altres ciutats abans de poder acollir el seu primer partit al remodelat estadi a l'octubre de 2019. En aquesta etapa, l'estadi tenia una tribuna amb capacitat per a 1.700 persones.
El 3 de desembre de 2020, quan la UEFA va confirmar les candidatures de Geòrgia i Romania per acollir el Campionat d'Europa sub-21 de 2023, tla ciutat portuaria de Poti, al Mar Negre, va ser triada com a seu.
Per tal de complir els requisits de la categoria 3 de la UEFA, s'havien de construir tres graderies més abans de l'inici del torneig. Tot i que semblava que les obres es podrien completar a temps, només es van construir les grades nord i sud, amb una capacitat total de 3.000 seients.
Durant aquests vuit anys, es van gastar 8,5 milions de laris (uns 2,8 milions d'euros) per fer que l'estadi fos compatible amb els estàndards internacionals, però tot i així no es va aconseguir aquest objectiu. El gener de 2022, la UEFA finalment va retirar l'estadi Fazisi de la llista de seus de l'Eurocopa sub-21 en favor de l'estadi Ramaz Shengelia situat a Kutaisi. A més, quan el Kolkheti 1913 va tornar a la Lliga Erovnuli després d'una absència de sis anys el 2024, encara no va poder utilitzar-lo com a estadi durant tota una temporada a causa d'algunes deficiències, inclòs un mal estat del terreny de joc.
L'instal·lació disposa de tres graderies, una zona de jocs de gespa natural i un sistema d'il·luminació. La tribuna principal està coberta amb una estructura en forma d'arc. Les dues tribunes posteriors de la porteria són a l'aire lliure. Hi ha un marcador instal·lat a la tribuna oest, darrere de la porteria. Els seients de plàstic porten els colors del club, blanc i blau. Darrere de les files hi ha un camp d'entrenament amb gespa artificial i una petita tribuna amb dues files de seients.